# 影井秀
影井 秀（かげい しゅう、1983年5月6日 - ）は、日本の事業家、著作家及びタレント。東大コーチ株式会社代表。
大学受験における自伝的小説を掲載したホームページ「東大コーチ」を持つ。コーチングを受験勉強に応用したと自称するプログラムを開発し、ドラゴン桜に象徴される東大受験ブームに乗り、2005年、尾関茂雄と共同で東大コーチ株式会社を設立。

## 来歴・人物
鳥取県鳥取市出身。1999年鳥取市立湖東中学校卒業、2002年鳥取県立鳥取西高等学校卒業。東京大学理科一類に現役合格し、同大学工学部都市工学科に進学。2003年度準ミスター東大。
NPOクーピーファッションアートグループ元代表。

## メディア

### テレビ
- ぶちぬき（2006年1月26日、テレビ東京系）
- ド短期ツメコミ教育!豪腕!コーチング!!（2006年4月10日、5月15日、6月5日、7月10日、8月7日、2007年2月26日、テレビ東京系）

「東大コーチ」として、芸能人が1年間かけて東大合格に挑むプロジェクト「芸能人こそ東大へ行け!」に協力する。しかし、参加者の全員が一次試験（センター試験）の足切りにより、二次試験（東京大学本試験）の受験が出来ないという結果となり、企画は終了した。影井自身は、ブログ（2007年6月2日付）の中で「去年のテレビ東京豪腕コーチングの東大受験では完敗でした」と報告している。

### ラジオ
- オトナの情報マガジン（2005年11月2日、ラジオ日本）

### その他
- 全国各地でモチベーションや勉強法などに関する講演会を開いている。
- 朝日中学生ウイークリーにコラム「東大コーチ影井秀の合格メール」を連載（2005年4月 - 2006年12月）。
- 旺文社の蛍雪時代にてコラム「東大コーチ影井秀の合格プロデュース」を連載中（2006年4月 - ）。

## 著作
- 「東大コーチ。―僕を君のポケットの中に―」（2004年12月、スターツ出版）
- 「コーチ!おしえて…―未来はきみの手のひらの中に―」（2005年5月、ゴマブックス）
- 「100人のチカラ」（2005年10月、扶桑社）
- 「あっというまに天才だ!」（2005年10月、ディスカヴァー・トゥエンティワン）
- 「あっというまに東大だ!」（2005年12月、ディスカヴァー・トゥエンティワン）
- 「サプライズな合格術―書き込む『東大コーチ』」（2006年1月、ゴマブックス）
- 「英語台本―『東大コーチ』影井秀の英単語記憶」（2006年11月、旺文社）